# 啓 (公文書)
啓（けい）とは古代に用いられた文書様式の1つ。

## 概要
公式令によれば、臣下が皇太子・三后（皇后・皇太后・太皇太后）に上申するとき用いる様式とされている（ただし、実際に送る際には春宮坊・中宮職などの官司を介することになる）。書出に「××啓」、書止に「以啓」「謹啓」を用いる。ただし、実際には官司間の文書や個人間の私的書状としての実例も多く用いれていた。
今日の日本で手紙・書状の書出に「謹啓」「拝啓」を用いるのは、啓の書式の名残と言われている。